# Lohachara

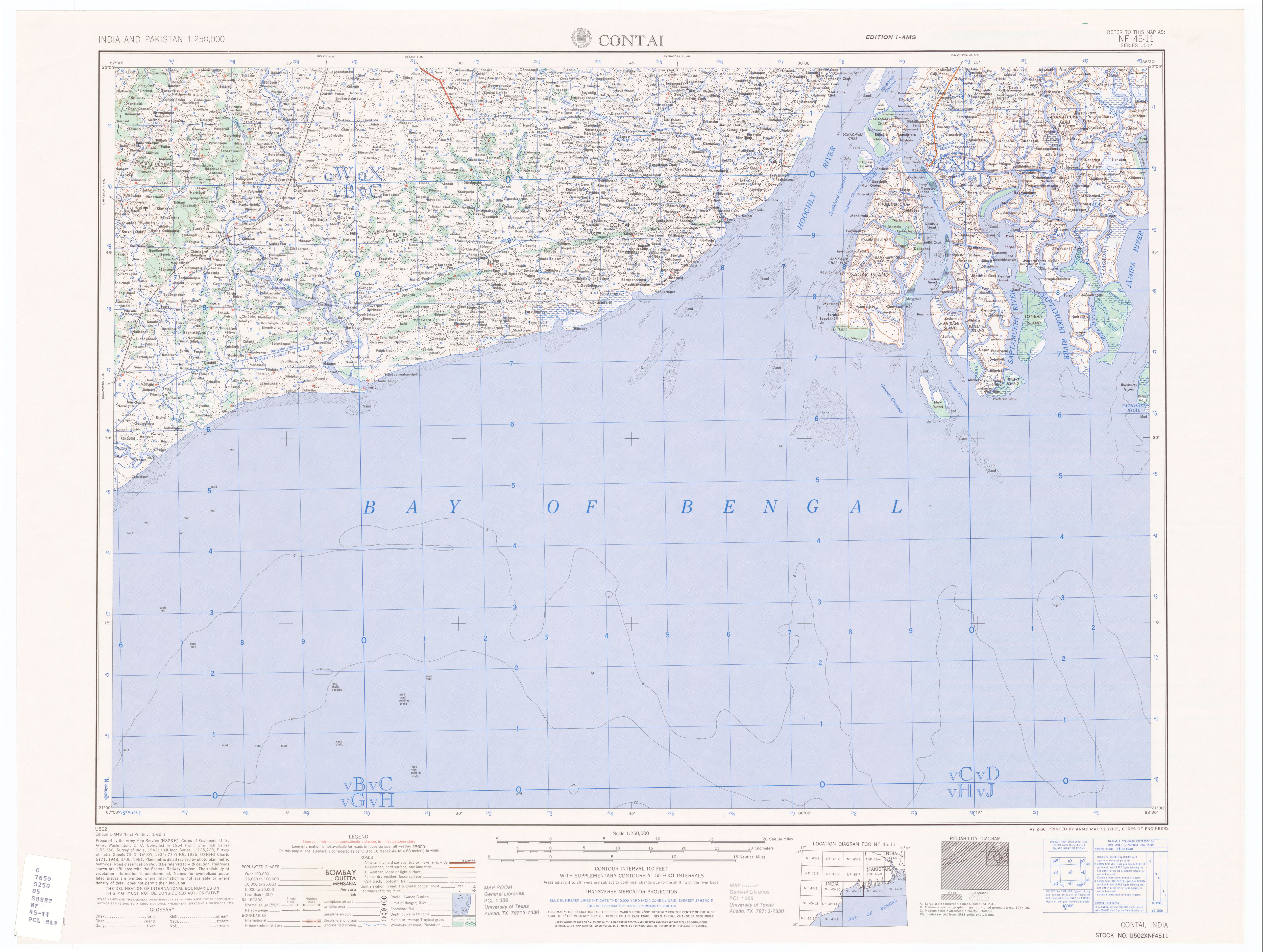
Mappa del 1954 sulla quale è riportata l'isola di Lohachara nel fiume Hoogly.

Lohachara era una piccola isola dello Stato indiano del Bengala Occidentale, che è stata sommersa dalle acque del Golfo del Bengala in modo permanente a partire dagli anni ottanta. Lohachara, che aveva una popolazione di circa diecimila abitanti, è considerata la prima isola abitata ad essere stata permanentemente sommersa per cause imputabili al fenomeno del riscaldamento globale.
L'isola faceva parte dell'arcipelago delle Sundarbans, situato nella zona del delta dei fiumi Gange e Brahmaputra, al confine fra India e Bangladesh. L'arcipelago è formato da circa 100 isole, la metà delle quali abitate, con una popolazione complessiva di circa 1,8 milioni di persone.